# Westland Welkin
Il Westland Welkin (in inglese: Volta Celeste) era un caccia pesante bimotore, prodotto dalla britannica Westland Aircraft, progettato specificatamente per i combattimenti ad alta quota ed utilizzato dalla RAF.
Venne creato quale risposta all'inizio delle missioni della versione speciale del ricognitore/bombardiere Junkers Ju 86R. Lo Junkers operava ad alta quota e si temeva che la Luftwaffe potesse con esso riprendere la campagna di bombardamento, dopo la Battaglia d'Inghilterra, contro la Gran Bretagna. Alla fine questa minaccia non si materializzò e quindi il Welkin venne prodotto solo in un piccolo numero di esemplari.

## Storia del progetto
Il Welkin era essenzialmente un Whirlwind modificato con la sostituzione dell'ala con una più grande, nuovi motori Rolls-Royce Merlin 76/77 e un abitacolo pressurizzato. Fu proprio questa ultima necessità che richiese lo sforzo maggiore durante la progettazione del Welkin. Dopo un lungo sviluppo il nuovo abitacolo venne sviluppato e costruito come una grande sezione in duralluminio imbullonata direttamente di fronte al longherone principale. Il tettuccio era costituito da due differenti strati
realizzati in perspex sottile. La parte interna doveva garantire il mantenimento della pressione mentre la parte esterna aveva funzioni aerodinamiche. Tra i due strati circolava un flusso di aria calda che impediva che, a causa del gelo, si formasse ghiaccio o condensa tra i due strati.
Il sistema di pressurizzazione era attivato da una turbina Rotol collegata al motore destro. In funzione garantiva una pressione costante di 0,2 atm (24 kPa - 3,5 lb/in³). Ne risultava una pressione pari a quella che si sarebbe incontrata a 7.300 metri di quota (24.000 ft) mentre però il velivolo si trovava alla quota reale di 13.700 metri (45.000 ft). In ogni 
caso il pilota doveva indossare durante tutto il volo la maschera ad ossigeno in quanto anche la quota apparente risultava troppo elevata per permettere la normale respirazione. Una guarnizione in gomma, riempita con aria pressurizzata, sigillava la capottina quando il sistema era in funzione. Inoltre una valvola assicurava il controllo automatico della pressione stessa.
Ci furono anche cambiamenti minori. Uno di questi fu l'allungamento della fusoliera in modo da compensare la maggiore superficie alare e garantire quindi una buona stabilità al velivolo. Vennero rimossi anche i flaps di tipo Fowler, montati sul Whirlwind, con dei flaps di tipo più semplice.
Al momento del completamento e della produzione del Welkin era ormai diventato evidente che i tedeschi avevano ormai interrotto le missioni ad alta quota efficacemente contrastati con dei Supermarine Spitfire appositamente modificati per operare a quote elevate. Alla fine il numero di esemplari prodotti furono solo 75. Ne vennero realizzati anche due esemplari in versione biposto, con la denominazione di Welkin Mk. II.
Il Welkin fu fortemente limitato da problemi di compressibilità, ampliati dalle sue ali lunghe e spesse che ne rendevano difficile il controllo alle alte quote. Ogni riduzione della velocità provocava uno stallo mentre ogni aumento della stessa ingenerava i problemi tipici che i velivoli dell'epoca, e in alcuni casi anche i velivoli degli anni immediatamente successivi al conflitto, incontravano alle velocità transoniche.

## Versioni
Welkin Mk.I
versione caccia d'alta quota monoposto.
Welkin NF.Mk.II
prototipo caccia notturno biposto.

## Velivoli comparabili
Regno Unito
- Vickers Type 432

## Utilizzatori
Regno Unito
- Royal Air Force